# Svisloč (Njemen)
Svisloč (bje. Свíслач, polj. Świsłocz, rus. Свислочь), rijeka je u Grodnenskoj oblasti, Bjelorusija, lijeva pritoka Njemena. Jedan dio teče duž bjelorusko-poljske granice.
Izvor rijeke je u blizini grada Svisloča, na jugozapadu Grodnenske oblasti, Bjelorusija. Prvo teče u smjeru zapada, a zatim skreće prema sjeveru, prateći poljsku granicu, u blizini sela Dublany. U blizini Ozierany Małe napušta granicu i teče sjeveroistočno do ušća u Njemen kod malog mjesta Svisloč, jugoistočno od Grodna. Neki od njezinih pritoka su Odła i Usnarka. 

## Vanjske poveznice
|  | Zajednički poslužitelj ima još gradiva o temi Svisloč (Njemen) |